# Crack ov Dawn
Crack ov Dawn est un groupe de glam metal français. Il est caractérisé par un look très glam. Le groupe se sépare en 2007.

## Biographie
Le groupe est formé en janvier 2002 à Paris, en France, par le guitariste Sexy Sadie et le chanteur Vinnie Valentine. Peu après, ils se joignent à Britney Beach. Ils passent les six mois suivants à écrire des chansons. En été 2003, Vinnie et Britney font la rencontre Mallaury Murder après avoir été jeté d'un club parisien, et le recrutent comme bassiste. Xander Xanax, un vieil ami de Mallaury Murder, endosse le rôle de batteur, et sont ensuite rejoints par Spicy Sky à la guitare. Le groupe signe ensuite avec le label Equilibre Music, et publie son premier album studio, Dawn Addict, en 2004. L'album contient des chansons comme Porn Junkie, Red Light Clubber et Fix You to Death. L'album est annoncé en Amérique du Nord par Joey Jordison, le batteur de Slipknot, lors d'un entretien avec le magazine Hard N Heavy via Roadrunner Records.
Sexy Sadie et Britney Beach décrivent la musique du groupe sous le terme de « shock-pop », un style qui mêle rythme électronique, riffs heavy metal et sonorités pop à du glam gothique et du punk/shock rock des années 1970. Valentine quitte le groupe en 2005, et le reste du groupe continue de son côté avec la publication d'un deuxième album studio, White Line en juin 2006,,. En septembre 2006, le groupe publie la vidéo de sa chanson From My Shades. Le groupe se sépare officiellement en 2007.

## Membres

### Derniers membres
- Britney Beach - chant
- Sexy Sadie - guitare, basse, clavier
- Spicy Sky - guitare, chant
- Lolita Lipstick - guitare
- Mallaury Murder - basse
- Xander « Abbey » Xanax - batterie

### Anciens membres
- Vinnie Valentine (ou Hreidmarr, ex-The CNK et Anorexia Nervosa) - chant

## Discographie
- 2003 The Next Big Thing (démo 3 titres)
- 2004 : Dawn Addict
- 2006 : White Line